# Veracruzaanse Universiteit
De Veracruzaanse Universiteit (Spaans: Universidad Veracruzana) is een universiteit in de Mexicaanse deelstaat Veracruz.
De hoofdvestiging van de UV is in Xalapa, maar de universiteit heeft ook vestigingen in Veracruz, Orizaba, Poza Rica en Coatzacoalcos. De Veracruzaanse Universiteit geldt als een van de presitigieuzere universiteiten van het land. Het Antropologiemuseum van Xalapa wordt door de universiteit beheerd.
Bekende alumni zijn Miguel Ángel Barberena Vega, Fidel Herrera Beltrán, Miguel Fematt en Pedro Arnaldo Arrate González